# Oak Park (Georgia)
Oak Park – miasto w Stanach Zjednoczonych, w stanie Georgia, w hrabstwie Emanuel.